# Stoney & Meatloaf
Stoney & Meatloaf är ett musikalbum från 1971 med Stoney (Shaun Murphy) och Meat Loaf. De var båda med i en uppsättning av musikalen Hair i Detroit och fick genom detta chansen att spela in en skiva på skivbolaget Rare Earth Records, en underavdelning till Motown. Skivan blev ingen succé och skulle troligen glömts bort helt om inte Meat Loaf några år senare hade slagit igenom stort med albumet Bat Out of Hell. 1979 kom därför även en ny version, med en något ändrad låtlista, under namnet Meatloaf (Featuring Stoney).

## Låtlista
Sida 1
1. "(I'd Love to Be) As Heavy As Jesus" (Patti Jerome/Ralph Terrana/Mike Valvano) – 2:54
2. "She Waits By The Window" (Mike Campbell/Ray Monette) — 4:07
3. "It Takes All Kinds of People" (Jerome/Valvano) – 2:23
4. "Game of Love" (Eki Renrut) – 3:50
5. "Kiss Me Again" (Campbell/Monette) – 5:08

Sida 2
1. "What You See Is What You Get" (Jerome/Valvano) – 2:15
2. "Sunshine (Where's Heaven?)" (Terrana, Valvano) - 3:02
3. "Jimmy Bell" (Trad.) – 3:48
4. "Lady Be Mine" (Campbell/Monette) – 4:44
5. "Jessica White" (Campbell/Monette) – 2:43

## Medverkande
Musiker
- Sång – Meat Loaf, Stoney Murphy
- Bakgrundssång – Mike Campbell, Telma Hopkins, Joyce Vincent
- Musikinstrument – The Funk Brothers, Scorpion (Bob Babbitt, Mike Campbell, Ray Monette, Andrew Smith) och Ralph Terrana
- Instrument på "Game of Love" och "Jimmy Bell" – Charlie Irwin, Richard Ponte, Jim Simmons och Scott Strong

Produktion
- Ralph Terrana, Russ Terrana, Mike Valvano – musikproducenter
- Tom Baird, David Van De Pitte – arrangering
- |⁄ǀ⁄|⁄ǀ⁄|⁄K (Randy F. Kling) – mastering
- Curtis McNair – omslagsdesign